# Einheitsverband der Eisenbahner Deutschlands
Der Einheitsverband der Eisenbahner Deutschlands (EdED) war eine Gewerkschaft in der Zeit der Weimarer Republik.

## Geschichte

### 1925 bis 1933
Der Einheitsverband der Eisenbahner Deutschlands entstand am 27. Juni 1925 aus dem Zusammenschluss des Deutschen Eisenbahner-Verbands (DEV) mit der Reichsgewerkschaft deutscher Eisenbahnbeamten und -anwärter (RGDE). Der DEV hatte auf seinem 3. Kongress, der vom 21. bis 26. Juni 1925 in Köln stattfand, die Fusion beschlossen. Bei der Gründung waren im EdED 197.000 Mitglieder organisiert, später umfasste der Verband bis zu 250.000 Mitglieder (1928/29) und war damit die größte Eisenbahnergewerkschaft der Weimarer Republik. Er war im Allgemeinen Deutschen Gewerkschaftsbund (ADGB) organisiert und stand der SPD nahe. Für die im EdED organisierten Beamten war der EdED auch Mitglied im Allgemeinen Deutschen Beamtenbund. Hauptamtlicher Vorsitzender war Franz Scheffel. „Der Deutsche Eisenbahner“ war die Verbandszeitschrift mit einer Ausgabe A für Lohnempfänger und einer Ausgabe B für Gehaltsempfänger. Die Gewerkschaft betrieb seit 1928 eine Bildungsstätte  in Hammersbach.
Bei Gründung hatte der EdED 197.000 Mitglieder, davon 45.000 Beamte, der Zuwachs aus der RGDE belief sich auf lediglich 29.803 Mitglieder. Von den Ende des Jahres 1926 210.000 Mitgliedern waren 197.721 aktive Bedienstete, das entsprach einem Organisationsgrad von 28 Prozent bei 700.000 Beschäftigten der Reichsbahn. Von den Lohnempfängern waren zu diesem Zeitpunkt 39,98 % organisiert, bei den Gehaltsempfängern betrug der Organisationsgrad 13,95 %. Die Gewerkschaft hatte 1.159 weibliche Mitglieder. Die Mitgliederzahl stieg bis 1929 auf 250.000 an und sank danach bis 1931 auf 203.000. Unter den knapp eintausend Ortsgruppen war auch eine Ortsgruppe in der Freien Stadt Danzig.
Bei den Wahlen zum Hauptbetriebsrat bei der Deutschen Reichsbahn 1929 erzielte der EdED im Gesamtergebnis einen Stimmenanteil von 68,53 %, die christliche GdE als zweitstärkste Gruppe einen Anteil von 17,97 %. Die kommunistische Absplitterung RGO hatte 6,46 Prozent erreicht. Die Gesamtwahlbeteiligung lag bei 88,91 %.
Die Reichsbahn musste zwischen 1925 und 1931 4,2 Millionen RM an Reparationen erwirtschaften. Im Gefolge der Weltwirtschaftskrise wurde mit den Brüningschen Notverordnungen das Personal der Reichsbahn massiv abgebaut und auch die Gehälter, Löhne und Versorgungsbezüge bei der Reichsbahn wurden gekürzt, so dass die Mehrzahl der Reichsbahnarbeiter am 1. Januar 1932 ein niedrigeres Einkommen als im November 1924 hatte.

### 1933
Nach der Ernennung Adolf Hitlers zum Reichskanzler am 30. Januar 1933 wurde die Verbandszeitung des EdED am 11. März bis einschließlich 4. April 1933 verboten. Der ADGB-Vorsitzende Theodor Leipart glaubte am 21. März durch eine Neutralitätserklärung des bislang sozialdemokratischen ADGB gegenüber der Reichsregierung taktieren zu können. In der Beiratssitzung des EdED am 29. März 1933 wurde der Rücktritt der Vorstandsmitglieder Franz Scheffel, Hermann Jochade (1876–1939), der auch Sekretär bei der ITF war, und Lorenz Breunig in vorauseilendem Gehorsam vollzogen. Der Beirat des EdED formulierte ebenfalls eine Unterwerfungsadresse an das „neue Staatsregime“.
Das Amt des Vorsitzenden übernahm der bisherige stellvertretende Vorsitzende Matthäus Herrmann, der auch die neuen Richtlinien der Gewerkschaftsarbeit in einem beschwichtigenden Rundschreiben an Funktionäre und Mitglieder unterschrieb. Allerdings war er nur noch kurzzeitig Vorsitzender, denn im April 1933 und erneut am 2. Mai 1933 wurden die Gewerkschaftshäuser der freien Gewerkschaften von der SA besetzt und geplündert, der ADGB und seine Mitgliedsorganisationen schließlich verboten. Die DAF als nationalsozialistische berufsständische Organisation löste am 10. Mai 1933 die Gewerkschaften ab. Am 26. Juni 1933 überführten die Nationalsozialisten die verbliebenen Strukturen der vier Eisenbahngewerkschaften EdED, AEV, BEV und der christlichen GdE in den Gesamtverband und formierten daraus den „Deutschen Arbeiterverband der öffentlichen Betriebe“ - eine Unterstruktur der DAF.
Die einstigen Führungsebene des Verbandes reagierte äußert unterschiedlich auf die erfolgte Gleichschaltung. Während der einstige Gewerkschaftsvorsitzende Scheffel sich im Juli 1933 an den Generalsekretär der Internationalen Transportarbeiter-Föderation (ITF) wandte und in Anbetracht des bevorstehenden Kongress des Internationalen Gewerkschaftsbundes an ihn appellierte, nicht etwa einen Wirtschaftsboykott gegen das nationalsozialistische Deutsche Reich zu beschließen, beteiligten sich etliche Funktionäre in verschiedenen Strukturen an der Widerstandsarbeit gegen das nationalsozialistische Regime.
Unter den in der Zeit des Nationalsozialismus aus politischen Gründen Ermordeten befanden sich auch zahlreiche Eisenbahner und EdED-Funktionäre, unter anderem Emerich Ambros, Gustav Anstöß, Hermann Basse, Lorenz Breunig, Claudius Gosau, Lambert Horn, Hermann Jochade, John Sieg, Erich Steinfurth, Franz Stenzer und Ludger Zollikofer.

### Widerstand
Am 2. Mai 1933 wurde die Gewerkschaft von den Nationalsozialisten gleichgeschaltet. Führende Funktionäre wurden in Schutzhaft genommen und von Gestapo und Sturmabteilung in den neu eingerichteten Konzentrationslagern gefoltert. Insbesondere im heutigen Rheinland-Pfalz wurde allerdings ein konspiratives Netzwerk eingerichtet, das vom ehemaligen Vorstandsmitglied Hans Jahn geleitet wurde und aktiven Widerstand gegen den Nationalsozialismus leistete. Der EdED war einer der wenigen Gewerkschaftsverbände, die in einer illegalen Organisationsform über die gesamte Dauer des NS-Regimes aktiv waren und nie komplett zerschlagen wurden. Der illegale EdED arbeitete eng mit der ITF um Edo Fimmen zusammen. Zu Beginn konzentrierte man sich auf die Einrichtung von Fluchtwegen sowie Informationsbeschaffung über die Reichsbahn. Über die Niederlande wurden Flugblätter und Propagandaschriften in das Deutsche Reich geschmuggelt. Ab 1936 erschien die Schrift Fahrt-frei für den Einheitsverband der Eisenbahner Deutschlands in einer Auflage von 500 Stück.
Trotz des immensen Verfolgungsdrucks bestand die Organisation aus mehr als 1.300 Funktionären und unterhielt 300 Stützpunkte im Reichsgebiet. Jahn musste nach einer Verhaftung 1935 das Land verlassen und leitete das Netzwerk von den Niederlanden, Belgien und zuletzt Luxemburg aus. 1937 kam es fast zur Zerschlagung der Organisation, doch das Netzwerk erholte sich bis auf den süddeutschen Bereich. Nach einem Bericht Jahns aus dem Jahr 1941 entgleisten durch Sabotageakte der DZ 92 bei Genthin, der GZ 1008 bei Aachen und der GZ 1032 bei Jünkerath, außerdem seien durch Auswechseln von Leitzetteln Transporte fehl- und umgeleitet worden. Mit Beginn des Zweiten Weltkriegs erlahmte der Widerstand jedoch allmählich. Einige Gruppen blieben bis 1945 aktiv. 1944 versuchte eine Gruppe von Eisenbahngewerkschaftern in Mainz einen Generalstreik vorzubereiten, der jedoch letztlich nicht umgesetzt werden konnte. Im Rahmen des Attentats vom 20. Juli 1944 soll es zu einem spontanen Streik gekommen sein.
Gleichzeitig vermochte die Deutsche Reichsbahn nicht nur die Transportleistung für die Wehrmacht zu erhöhen, sondern transportierte auch Millionen von Zwangsarbeitern, Kriegsgefangenen und Juden in Zwangsarbeitslager und Vernichtungslager.

## Nachfolger
Nach dem Zweiten Weltkrieg wurde am 25. März 1948 die Gewerkschaft der Eisenbahner Deutschlands (GdED) gegründet, die wiederum zu den Gründungsmitgliedern des DGB zählt. Hans Jahn übernahm von 1949 bis 1959 den Vorsitz.
In der SBZ wurde 1946 die IG Eisenbahn als Branchengewerkschaft des FDGB gegründet. Sie ging 1963 in der Industriegewerkschaft Transport und Nachrichtenwesen auf. Im Saarprotektorat wurde die Deutsche Gewerkschaft der Eisenbahner - Saar von der französischen Besatzungsmacht zugelassen.